# Мангешкар, Уша
Уша Мангешкар (маратхи उषा मंगेशकर: род. 15 декабря 1935, Бомбей, Британская Индия) — индийская певица и закадровый исполнитель, записавшая множество песен на маратхи, манипури, хинди, бенгали, каннада, непальском, бходжпури, гуджарати, ория и ассамском. В 2025 году она получила премию Filmfare за вклад в кинематограф на языке маратхи.
Родилась в семье индийского классического певца и театрального актёра Динанатха Мангешкара и его второй жены. Младшая из четырёх сестёр Мангешкар, после Латы Мангешкар, Мины Хадикар и Аши Бхосле и старшая сестра Хридайнатха Мангешкара. Её отец скончался, когда ей было 6 лет. Девушка училась пению подражая своим сёстрам, а также пошла обучение у устадов Аманата Али Хана и Амана Али Хана.
Уша пошла по стопам своей старшей сестры и дебютировала как закадровая исполнительница в фильме Subah Ka Tara 1954 года с песней «Badi Dhoom Dham Se Meri Bhabhi Aayi». Однако из-за того, что её голос был похож на голос Латы, предпочтение всегда отдавали её старшей сестре. Большая часть записанных ею песен была исполнена дуэтом с сёстрами. Она также пела дуэтом с другими певицами в малобюджетных фильмах. В крупных проектах её вклад всегда ограничивался одним-двумя дуэтами для второстепенных героинь. Её самый известный дуэт — «Aplam Chaplam» в фильме Azaad 1955 года, исполненный вместе со старшей сестрой.
Она попала в центр внимания, после того как записала несколько религиозных песен для фильма Jai Santoshi Maa (1975), который стал блокбастером на все времена. За исполненную в этом фильме композицию «Main to Aarti», она была номинирована на премию Filmfare как лучшая певица. Она исполнила те же песни в ремейке фильма в 2006 году.
Среди других популярных её работ того времени: песни из фильма Pinjara (1972) на языке маратхи, «Chupi Chupi Gori Kane» из фильма Abhiman (1977) на языке одия, «Mungda» из фильма «Похищение ребёнка» (1977) и заглавная песня в комедии Khatta Meetha (1978). За «Mungla» и «Humse Nazar To Milao» из фильма Ikraar (1979) она снова номинировалась на Filmfare. Тем не менее, несколько хитов не оказали сильного влияния на её дальнейшую карьеру в Болливуде. Однако её песни на маратхи пользовались огромной популярностью. Она пела и на других языках, таких как бенгальский, гуджарати, каннада, бходжпури и непальский.
Помимо пения Уша была продюсером музыкальной драмы Phoolwanti (1992) для телеканала Doordarshan.
В 2020 году певица была удостоена премии имени Латы Мангешкар от правительства Махараштры, учрежденной для поощрения выдающихся музыкантов.